# Dolcinópolis
Dolcinópolis es un municipio brasileño del estado de São Paulo. La ciudad tiene una población de 2.096 habitantes (IBGE/2010) y área de 78,3 km². Dolcinópolis pertenece a la Microrregión de Jales.

## Geografía
Se localiza a una latitud 20º07'23" sur y a una longitud 50º30'48" oeste, estando a una altitud de 463 metros.
Posee un área de 78,3 km². 

### Demografía
Datos del Censo - 2010
Población Total: 2.096
- Urbana: 1.949
- Rural: 147
- Hombres: 1.091[6]
- Mujeres: 1.005

Densidad demográfica (hab./km²): 26,76
Mortalidad infantil hasta 1 año (por mil): 14,03
Expectativa de vida (años): 72,23
Tasa de fertilidad (hijos por mujer): 2,10
Tasa de Alfabetización: 81,90%
Índice de Desarrollo Humano (IDH-M): 0,760
- IDH-M Salario: 0,665
- IDH-M Longevidad: 0,787
- IDH-M Educación: 0,827

(Fuente: IPEADATA)

### Hidrografía
- Arroyo Santa Rita

### Carreteras
- SP-557
- SP-463

## Religión
El Cristianismo está presente en la ciudad de la siguiente manera:

### Iglesia Católica
La iglesia católica del municipio forma parte de la Diócesis de Jales.

### Iglesia Protestante
En la ciudad están presentes las más diversas creencias evangélicas, principalmente pentecostales, incluidas las Asambleas de Dios de Brasil (la iglesia evangélica más grande del país), Congregación Cristiana, entre otras. Estas denominaciones están creciendo cada vez más en todo Brasil.